# مرغان توفان جنوبی
مرغان توفان جنوبی یا مرغان توفان استرالیایی پرندگان دریایی از خانواده (به لاتین: Oceanitidae) و بخشی از راسته کبوتردریایی‌سانان هستند. این کوچک‌ترین پرندگان دریایی از سخت‌پوستان پلانکتون و ماهی‌های کوچکی که از سطح برچیده می‌شوند، معمولاً در حین درجابال‌زنی تغذیه می‌کنند. پرواز آنها بال‌بال‌زنی و گاهی شبیه خفاش است.
مرغ توفان‌های استرالیایی پراکندگی جهان‌میهنی دارند و در همه اقیانوس‌ها یافت می‌شوند، اگرچه فقط مرغ توفان ویلسون در نیمکره شمالی یافت می‌شود. تقریباً همه آنها کاملاً دریایی هستند و فقط هنگام زادآوری به خشکی می‌آیند. در مورد بیشتر گونه‌های مرغ توفان، اطلاعات کمی از رفتار و پراکنش آنها در دریا وجود دارد، جایی که یافتن آنها سخت و شناسایی آنها دشوارتر است. آنها آشیانه‌سازان گروهی هستند و در کلنی و مکان‌های لانه‌سازی خود وفاداری قوی نشان می‌دهند. بیشتر گونه‌ها در شکاف‌ها یا گودال‌ها لانه‌سازی می‌کنند و همه به جز یک گونه به صورت شبانه در کلنی‌های زادآوری حضور می‌یابند. جفت‌ها پیوندهای تک‌همسری طولانی مدت تشکیل می‌دهند و وظایف جوجه‌کشی و تغذیه جوجه‌ها را به اشتراک می‌گذارند. مانند بسیاری از گونه‌های از پرندگان آبزی، آشیانه‌سازی با پیش‌زمینه است که به شدت با برتخم‌نشینی طولانی تا ۵۰ روز و مطالعاتی ۷۰ روز دیگر بعد از آن ادامه می‌یابد.
چندین گونه از مرغ توفان استرالیایی توسط فعالیت‌های انسانی تهدید می‌شوند. یک گونه، مرغ طوفان نیوزیلند، منقرض‌شده بود تا زمانی که در سال ۲۰۰۳ دوباره کشف شد. تهدید اصلی برای مرغ توفان‌ها گونه‌های معرفی‌شده، به ویژه پستانداران، در کلنی‌های زادآوری آنها هستند. بسیاری از مرغ توفان‌ها معمولاً در جزایر منزوی عاری از پستانداران لانه می‌سازند و نمی‌توانند با شکارچیانی مانند موش‌ها و گربه‌های رمیده کنار بیایند.

## گونه‌ها
| زیرخانواده  | نام رایج                                      | نام علمی                | وضعیت |
| ----------- | --------------------------------------------- | ----------------------- | ----- |
| Oceanitinae | مرغ توفان ویلسون                              | Oceanites oceanicus     | موجود |
| Oceanitinae | مرغ توفان الیوت                               | Oceantes gracilis       | موجود |
| Oceanitinae | مرغ توفان پشت‌خاکستری                          | Garrodia nereis         | موجود |
| Oceanitinae | مرغ توفان رخ‌سفید                              | Pelagodroma marina      | موجود |
| Oceanitinae | مرغ توفان شکم‌سیاه گولد                        | Fregetta tropica        | موجود |
| Oceanitinae | مرغ توفان شکم‌سفید                             | Fregetta grallaria      | موجود |
| Oceanitinae | مرغ توفان نیوزیلند                            | Fregetta maoriana       | موجود |
| Oceanitinae | مرغ توفان پولینزی (از جمله مرغ توفان گلوسفید) | Nesofregetta fuliginosa | موجود |

## نگار خانه

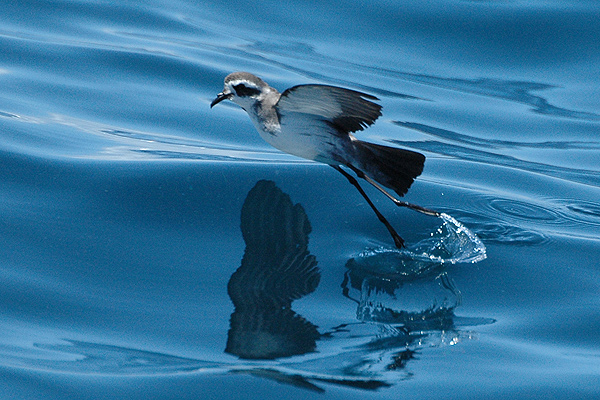
مرغ توفان رخ‌سفید در سراسر سطح آب در یک سری جهش‌های محدود حرکت می‌کند.
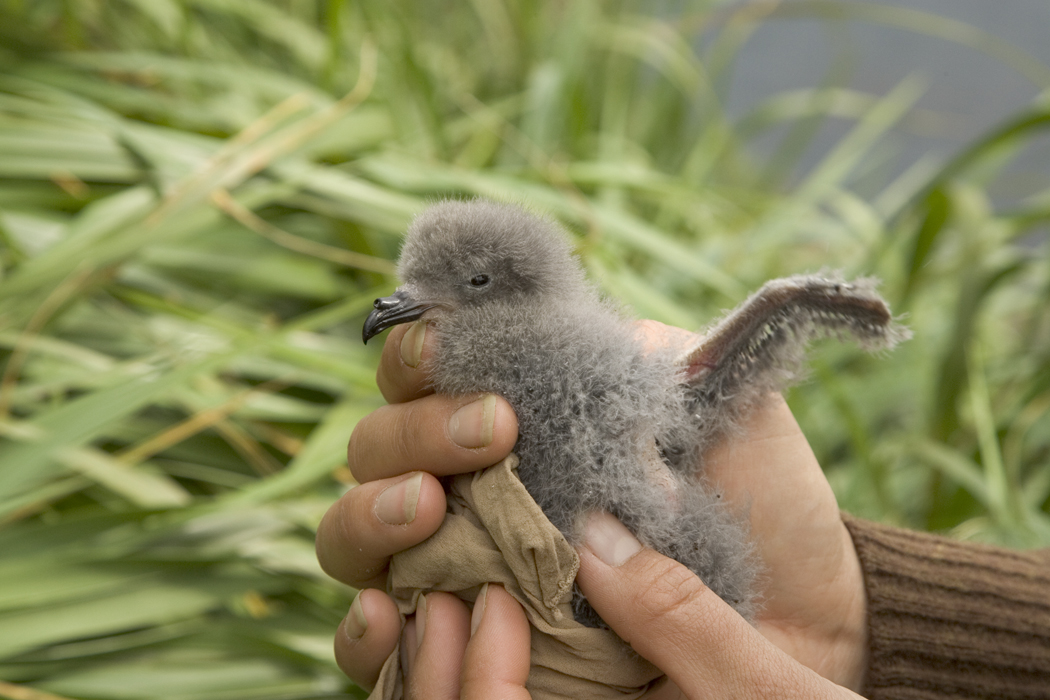
جوجه مرغ توفان دم چنگالی
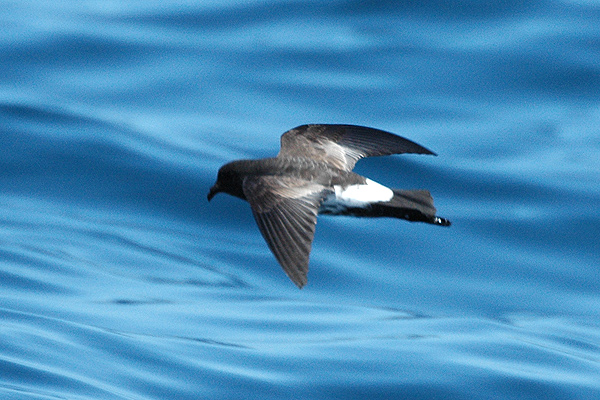
مرغ توفان نیوزیلند به شدت در بحران انقراض است و منقرض‌شده در نظر گرفته شده بود.